# Bàng Huân
Bàng Huân (giản thể: 庞勋; phồn thể: 龐勛; bính âm: Páng Xūn, ? - 14 tháng 10, 869) là thủ lĩnh cuộc nổi dậy của các binh sĩ đến từ Từ châu, chống lại sự cai trị của Hoàng đế Ý Tông triều Đường, kéo dài từ năm 868 đến năm 869. Cuối cùng, Bàng Huân bị tướng Đường Khang Thừa Huấn đánh bại với sự giúp đỡ của tướng người Sa Đà Chu Da Xích Tâm.

## Bối cảnh
Đương thời, các khu vực tây nam của Đường thường xuyên phải đối phó với các cuộc tiến công của Nam Chiếu, tháng 5 ÂL năm Giáp Thân (864), Đường Ý Tông ban sắc thuật lại truyền thống quân sự của Từ châu và lệnh Từ Tứ đoàn luyện sứ tuyển mộ 3.000 quân sĩ từ Từ châu đến Ung châu phòng thủ; sắc cũng hứa rằng khi tình hình yên ổn thì các quân sĩ sẽ được phép trở về quê hương. Tuy nhiên, chỉ tuyển mộ được 2.000 quân sĩ, và trong số đó có 800 được cử đến Quế châu, ban đầu hẹn sẽ được thay sau ba năm. Trong số các binh sĩ này có Bàng Huân, ông giữ chức 'lương liệu phán quan'. Đến khi ba năm kết thúc, các quân sĩ mong muốn hồi hương, song Từ Tứ quan sát sứ Thôi Ngạn Tăng (崔彥曾) nghe theo ý của Đô áp nha Doãn Kham (尹勘) quyết định kéo dài thời gian đồn trú của họ tại Quế châu, lý do là vì chi phí tuyển mộ tân binh được cho là quá lớn. Khi lệnh này đến Quế châu, các quân sĩ Từ châu tại đây nổi giận.

## Nổi dậy và hành trình trở về Từ châu
Đương thời Quế quản quan sát sứ Lý Tùng (李叢) mới dời Quế quản để đến nhậm chức tại Hồ Nam, tân sứ của Quế quản chưa đến nơi. Tháng 7 ÂL năm Mậu Tý (868), các sĩ quan trong quân Từ châu tại Quế châu bao gồm Đô ngu hậu Hứa Cát (許佶) nổi dậy, giết Đô tướng Vương Trọng Phủ (王仲甫), suy tôn Lương liệu phán quan Bàng Huân làm chủ. Loạn binh cướp kho đoạt nhiều vũ khí rồi trở về bắc; đi qua nơi nào họ cũng đều tiến hành cướp đoạt, quan châu huyện không thể chống lại được. Đường Ý Tông vào tháng 8 ÂL khiển Cao phẩm Trương Kính Tư (張敬思) đến chỗ Bàng Huân ban chiếu xá tội, cho phép họ về Từ châu; quân Từ châu đến lúc này mới ngừng việc cướp đoạt. Sang tháng 9 ÂL, khi đến Hồ Nam, họ nộp lại áo giáp và binh khí. Sau đó, họ đi thuyền và tiến về phía đông trên Trường Giang. Trong khi đó, theo lệnh của Đường Ý Tông, Thôi Ngạn Tăng khiển sứ cố gắng khuyên giải họ. Đáp lại, Bàng Huân cũng gửi thư lại với lời lẽ rất cung kính cho Thôi Ngạn Tăng.
Tuy nhiên, trong khi quân Từ châu đang xuôi dòng Trường Giang, Hứa Cát và những người khác cho rằng họ phạm phải tội lớn, sợ rằng họ sẽ bị giết khi đến Từ châu. Do đó, họ dùng tài sản của mình để tạo giáp binh kì xí. Khi họ đến Hoài Nam, Hoài Nam tiết độ sứ Lệnh Hồ Đào (令狐綯) khiển sứ úy lạo và cấp cho lương thực. Trong khi đó, Bàng Huân chiêu tập các binh sĩ Ngân Đao chạy thoái khỏi vụ đồ sát khi trước và những kẻ trốn chạy khác trong vùng, đông đến một nghìn người.
Ngày Đinh Tị (27) tháng 9 (tức 16 tháng 10), Bàng Huân đến Tứ châu, Thứ sử Đỗ Thao (杜慆) thiết đãi họ ở cầu trường. Khi ưu nhân chuyển lời theo như phong tục, các binh sĩ Từ châu cho rằng họ bị trêu chọc nên bắt giữ ưu nhân và định trảm. Tuy nhiên, Đỗ Thao đã chuẩn bị từ trước, quân Từ châu không dám làm loạn.
Ngày Mậu Ngọ hôm sau, Bàng Huân đến Từ Thành (徐城), Bàng Huân và Hứa Cát tuyên bố với các binh sĩ là họ tin rằng khi về đến Từ châu thì các binh sĩ sẽ bị giết hoặc ít nhất là bị đày. Họ tuyên bố kế hoạch tiến công và chiếm Từ châu, buộc triều đình chấp thuận cho họ chiếm giữ trấn. Phần lớn các binh sĩ chấp thuận, có 12 binh sĩ sợ hãi muốn chạy trốn thì đều bị Bàng Huân chém; Bàng Huân khiển sứ đem đầu của những người này đến chỗ Thôi Ngạn Tăng và nói rằng họ kích động làm phản, và ông đem đầu họ đến là để thể hiện sự quy phục. Ngày Giáp Tý (4) tháng 10 (23 tháng 10), sứ giả của Bàng Huân đến Bành Thành của Từ châu, Thôi Ngạn Tăng bắt giữ và tra hỏi, biết được sự thật. Ngày Đinh Mão (7) cùng tháng (26 tháng 10), Bàng Huân dâng biểu khác cho Thôi Ngạn Tăng để đề nghị đình chỉ chức vụ của Doãn Kham, cũng như Đỗ Chương (杜璋) và Từ Hành Kiệm (徐行儉) để binh sĩ an tâm, và còn đề nghị các binh sĩ trở về được phép đóng ở một doanh trại riêng biệt. Thôi Ngạn Tăng triệu tập chư tướng để bàn thảo, hầu hết đều nhận ra ý đồ của Bàng Huân và chủ trương tấn công. Do vậy, Thôi Ngạn Tăng mệnh Đô ngu hậu Nguyên Mật (元密) đem 3.000 lính tiến đánh Bàng Huân, kể tội của Bàng Huân trước sĩ chúng, cũng lệnh cho Túc châu và Tứ châu cắt đường của Bàng Huân.
Quân của Bàng Huân biết tin, họ nhanh chóng tiến công Túc châu và chiếm được thành vào ngày Canh Ngọ (10) cùng tháng (29 tháng 10). Sau đó, họ thu của cải tích trữ trong thành và bảo bách tính trong thành đến lấy, sau đó tranh thủ cưỡng ép vài nghìn người tòng quân. Tướng Nguyên Mật không thể nhanh chóng tái chiếm được Túc châu, song loạn quân cũng sợ hãi, do vậy họ thả Trường Kính Tư và chuẩn bị 300 thuyền lớn lợi dụng ban đêm xuôi dòng Biện Thủy. Sáng hôm sau, quan quân biết loạn quan chạy trốn thì liền cho truy đuổi, sĩ tốt đều chưa ăn gì. Loạn binh dùng thuyền để phòng thủ và lợi dụng địa thế đầm lầy, đánh úp Nguyên Mật. Nguyên Mật và cả nghìn binh sĩ bị giết, số còn lại đầu hàng Bàng Huân. Khi bị tra hỏi, hàng binh nói với Bàng Huân rằng về tình hình ở Bành Thành là không phòng bị, Bàng Huân bắt đầu có chí tiến công Bành Thành.
Ngày Ất Hợi (15) cùng tháng (3 tháng 11), Bàng Huân dẫn quân tiến nhanh về Bành Thành. Ngày Đinh Sửu (17) cùng tháng (5 tháng 11), binh sĩ của Bàng Huân đến dưới chân thành Từ châu, đông đến 6.000-7.000 người, tiến hành úy phủ người dân khu vực xung quanh, do vậy người dân tranh nhau đi theo. Không quá một thì (2 giờ), la thành thất thủ. Thôi Ngạn Tăng cho quân rút vào bảo vệ tử thành, người dân hỗ trợ quân của Bàng Huân tấn công, tử thành cũng thất thủ. Quân của Bàng Huân giam Thôi Ngạn Tăng ở Đại Bành quán, giết Doãn Kham, Đỗ Chương, Từ Hành Kiệm, tận diệt gia tộc của họ. Theo ghi chép, số người theo Bàng Huân ngày hôm đó là hơn vạn người.

## Chống quân triều đình
Bàng Huân nắm quyền cai quản quân phủ, triệu Ôn Đình Hạo (溫庭皓) đến, sai người này thảo biểu cho triều đình để xin được công nhận chức vụ, tuy nhiên Ôn Đình Hạo từ chối. Chu Trọng (周重) là người tự cho rằng mình tài lược, được Bàng Huân mời làm thượng khách, người này thảo biểu thay Bàng Huân với lời lẽ ngạo mạn, trong đó đe dọa sẽ tiếp tục có hành động quân sự chống triều đình nếu triều đình không bổ nhiệm. Ngày Canh Thìn (20) cùng tháng (8 tháng 11), Bàng Huân khiển Áp nha Trương Quản đem biểu đến Trường An. Ban đầu, người dân trấn Từ Tứ và các khu vực xung quanh tin rằng triều đình sẽ bằng lòng bổ nhiệm Bàng Huân, do vậy có một lượng lớn trong số họ, bao gồm cả quân khởi nghĩa nông dân, đến Từ châu và gia nhập vào quân đội của Từ châu. Bàng Huân cũng cử Lưu Hành Cập (劉行及) đem 1.500 lính đến Hào châu, cử Lý Viên (李圓) đem 2.000 người đến Tứ châu, cử Lương Phi (梁丕) đem 1.000 người đến Túc châu, nhằm đoạt quyền kiểm soát các châu thành. Lưu Hành Cập và Lý Viên thành công, song Đỗ Thao phục kích và chống lại Lương Phi, phòng thủ chuẩn bị chống Bàng Huân. Cao phẩm Khang Đạo Vĩ (康道偉) của triều đình đến Bành Thành đem sắc thư úy phủ Bàng Huân và binh sĩ vào tháng 11 ÂL, Bàng Huân cho giáp binh đứng nghênh đón suốt 30 dặm để thị uy. Bàng Huân thiết tiệc Khang Đạo Vĩ ở cầu trường, và dâng một biểu khác cầu xin được bổ nhiệm thông qua Khang Đạo Vĩ. Trong khi đó, ông tiến công một số thành lân cận, chiếm được một số huyện.
Tuy nhiên, triều đình không đáp ứng kiến nghị của Bàng Huân, sắc sứ của triều đình đến vào ngày 2 tháng 12 DL, song chỉ trách tội Thôi Ngạn Tăng và Giám quân Trương Đạo Cẩn (張道謹) và giáng chức họ. Bàng Huân rất thất vọng, bèn cho bắt giam sắc sứ. Trong khi đó, Đường Ý Tông bổ nhiệm Hữu kim ngô đại tướng quân Khang Thừa Huấn làm Nghĩa Thành tiết độ sứ, Từ châu hành doanh đô chiêu thảo sứ; bổ nhiệm Vương Yến Quyền (王晏權) làm Từ châu bắc diện hành doanh chiêu thảo sứ; bổ nhiệm Đái Khả Sư (戴可師) làm Từ châu nam diện hành doanh chiêu thảo sứ, phát binh đánh Bàng Huân. Theo thỉnh cầu của Khang Thừa Huấn, Hoàng đế cho phép Sa Đà tam bộ lạc sứ Chu Da Xích Tâm, cùng với các tù trưởng Thổ Dục Hồn, Đạt Đát và Khiết Bật suất binh trợ giúp.
Quân dưới quyền Lý Viên đánh Tứ châu đã lâu mà chưa chiếm được, Bàng Huân cho Ngô Quýnh thay thế (吳迥). Khi Trấn Hải tiết độ sứ Đỗ Thẩm Quyền (杜審權) và Lệnh Hồ Đào lần lượt phái vài nghìn quân đến nhằm giải vây cho Tứ châu, quân của hai trấn do Trạch Hành Ước và Lý Tương chỉ huy cũng bị quân của Bàng Huân đánh bại và tiêu diệt. Mặc dù không thể chiếm được Tứ châu, song quân của Bàng Huân lại có thể chiếm được một số châu khác quanh vùng, bao gồm Trừ châu và Hòa châu. Lệnh Hồ Đào lo sợ loạn quân kế đến sẽ tiến công Hoài Nam, do vậy khiển sứ đến chỗ Bàng Huân, đề nghị sẽ thỉnh cầu triều đình phong chức cho Bàng Huân. Bàng Huân do đó đình chỉ việc tiến công hơn nữa vào Hoài Nam, song tiếp tục tiến công Tứ châu. Ở mặt trận phía bắc, Vương Quyền cũng liên tục chiến bại trước loạn quân, do vậy bị Thái Ninh tiết độ sứ Tào Tường (曹翔) thay thế vào tháng 12 nhuận ÂL. Quân phiệt bán độc lập là Ngụy Bác tiết độ sứ Hà Toàn Hạo cũng khiển Tiết Vưu đem quân đến giúp Tào Tường đánh Bàng Huân.
Vào tháng 1 ÂL năm Kỉ Sửu (869), Khang Thừa Huấn đem theo 7 vạn quân đến Từ châu, đồn trú gần thành trì Liễu Tử (柳子, nay thuộc Túc Châu) của loạn quân. Bàng Huân phải đối mặt với đội quân hùng hậu của triều đình và thực tế là các binh sĩ bị dàn trải trên nhiều chiến dịch khác nhau, trong thành chỉ còn vài nghìn, do vậy ông bắt đầu trở nên sợ hãi, và lúc này cũng không còn nhiều người dân gia nhập vào quân đội của Bàng Huân. Hơn nữa, các cánh quân tiến công Hải châu và Thọ châu bị quân trung thành với triều đình đẩy lui và chịu thiệt hại nặng. Sang tháng 3 ÂL, các lực lượng chính của Khang Thừa Huấn tiến công Liễu Tử, giết Diêu Chu.

## Tuyên bố độc lập
Hay tin Liễu Tử thất thủ và Diêu Chu chết, Bàng Huân lo sợ và định tập hợp các cánh quân còn lại để đấu một trận quyết định với Khang Thừa Huấn. Chu Trọng cho rằng nếu làm vậy thì cần chính thức tuyên bố độc lập với triều đình Đường thì mới có thể khiến binh sĩ dốc hết sức mình. Theo ý của Chu Trọng và thuật sĩ Tào Quân Trường (曹君長), vào ngày Nhâm Thìn (5) tháng 4 (19 tháng 5), Bàng Huân cho giết Thôi Ngạn Tăng, Trương Đạo Cẩn, và một số thủ hạ của Thôi Ngạn Tăng. Ông cũng cho cắt chân của Đô áp nha Lý Tương và Hoài Nam giám quân Quách Hậu Bản (郭厚本)- người bị bắt cùng với Lý Tương, đem chân của họ đến chỗ quân của Khang Thừa Huấn để thị uy. Bàng Huân tụ tập mọi người và tuyên bố rằng ông ban đầu không muốn phản lại triều đình Đường, song nay cần đồng tâm xoay chuyển tình hình. Bàng Huân cưỡng bách thêm được 3 vạn đinh tráng Từ châu tòng quân, cho làm tinh binh. Hứa Cát và những người khác suy tôn Bàng Huân làm Thiên Sách tướng quân và "Đại hội Minh vương", Bàng Huân từ chối tước vương.
Bàng Huân cho cha là Bàng Cử Trực làm đại tư mã, cùng bọn Hứa Cát trấn thủ Từ châu. Ngày Bính Thân (9) tháng 4 (23 tháng 5), Bàng Huân dời Từ châu, đầu tiên ông lợi dụng ban đêm tiến công quân Ngụy Bác- khi đó đang tiến công Phong huyện, quân Ngụy Bác bất ngờ. Quân của Bàng Huân giết được 2000 quân Ngụy Bác, số còn lại chạy trốn, quân Thái Ninh hay tin quân Ngụy Bác bị đánh bại thì cũng triệt thoái. Bàng Huân cho thu lượng số lương thực mà quân Ngụy Bác và Thái Ninh bỏ lại, và sau đó chuẩn bị cho cuộc tấn công vài đại quân của Khang Thừa Huấn. Ngày Đinh Mùi (20) tháng 4 (3 tháng 6), Bàng Huân dời Phong huyện, ông kêu gọi các lực lượng nổi dậy khác ở lân cận cùng hội quân tiến công Khang Thừa Huấn ở Liễu Tử vào ngày 29 cùng tháng (12 tháng 6). Tuy nhiên, một số tù binh Hoài Nam chạy thoát và báo lại cho Khang Thừa Huấn về các kế hoạch của Bàng Huân. Khi loạn quân từ Tương Thành đến đầu tiên, họ bị phục kích nên bại trận mà chạy, và khi Bàng Huân đến, biết tin thì sợ hãi mà tan vỡ. Khang Thừa Huấn mệnh chư tướng truy kích, giết vài vạn lính. Bàng Huân bỏ giáp phục chạy về Bành Thành
Khang Thừa Huấn đem quân đến Túc châu và bao vây thành, các tướng thủ thành của Bàng Huân là Trương Huyền Nhẫm (張玄稔), Trương Nho (張儒), và Trương Thực (張實). Tuy nhiên, Khang Thừa Huấn không thể nhanh chóng chiếm được thành, Trương Thực ban đêm cho người ngầm ra khỏi thành để đem thư cho Bàng Huân, đề xuất Bàng Huân tập kích Tống châu và Bạc châu, mục đích là để khiến Khang Thừa Huấn bỏ bao vây Túc châu. Bàng Huân chấp thuận, cho Bàng Cử Trực và Hứa Cát trấn thủ Từ châu và đem quân tiến về phía tây.

## Qua đời
Ngày Canh Thân (6) tháng 9 (14 tháng 10) Bàng Huân chiếm được nam thành của Tống châu, song Tống châu thứ sử Trịnh Xử Xung (鄭處沖) vẫn phòng thủ bắc thành, Bàng Huân từ bỏ nỗ lực chiếm thành này và dẫn binh tiếp tục tiến về phía tây, hướng đến Bạc châu. Lúc này, quân Sa Đà dưới quyền Chu Da Xích Tâm cũng đến nơi. Bàng Huân cố gắng tiến trở lại Từ châu, song khi ông đến Kì huyện, Lý Cổn (李袞) phá cầu để ông không thể qua Hoán Thủy (渙水). Quân triều đình sau đó tiến công và giết gần vạn loạn binh, số còn lại lao xuống sông và phần lớn chết đuối, chỉ có gần một nghìn người đầu hàng. Bàng Huân cũng chết trong trận chiến.